# Sensilloherpia pholidota
Sensilloherpia pholidota is een Solenogastressoort uit de familie van de Simrothiellidae. De wetenschappelijke naam van de soort is voor het eerst geldig gepubliceerd in 2008 door Salvini-Plawen.